# Карьков, Геннадий Александрович
Геннадий Александрович Карьков (5 декабря 1930, Кулебаки — 14 октября 1994, Подольск, Московская область) — советский вор в законе по прозвищу Монгол, один из авторитетов советского преступного мира.

## Биография
Геннадий Карьков родился в городе Кулебаки Горьковской области в 1930 году. В начале 1960-х годов был приговорён к трём годам лишения свободы за совершение кражи. Наказание отбывал в колонии общего режима в городе Боровске. После отбытия срока, в 1969 году, приехал в Москву. Проработав некоторое время в межколхозной строительной организации, Карьков решил заняться криминальным промыслом. Карькова как преступника выделяла редкостная сообразительность, смекалка, самостоятельность, резкость в своих суждениях и поступках. Всё делать он предпочитал лично.

## Преступная группировка Монгола
В начале 1970-х годов Карьков, получивший за свою азиатскую внешность (имел казахские корни по матери) в уголовной среде прозвище Монгол, собрал порядка тридцати человек в банду, которую возглавил. По некоторым данным, в преступную группировку входило в общей сложности 50-60 человек. Главными лицами в банде стали Вячеслав Иваньков по прозвищу «Япончик» (одна из версий появления клички Иванькова — так окрестил его именно Карьков), а также уголовник по кличке «Битумщик» и психически больной-наркоман Палач (именно он впоследствии пытал жертв банды).
Начиная с 1971 года, банда начала совершать разбойные нападения на квартиры высокопоставленных лиц. Жертвы зачастую даже не обращались в милицию, опасаясь расспросов о происхождении похищенных вещей. В числе жертв банды — фарцовщики, цеховики, коллекционеры, работники торговли и сферы обслуживания.
Банда отличалась крайней жестокостью — отказывавшихся выдавать деньги и ценности вывозили в лес, где пытали. Пытки были самыми разнообразными, причём применялись как физические, так и психические. Жертв вешали на деревьях, а когда они начинали задыхаться, резко обрезали верёвку. Некоторых клали в гроб и пилили ножовками. Как правило, после подобных акций ломались все.
Группировка одной из первых в СССР стала заниматься вымогательством у подпольных миллионеров, то есть тем, что впоследствии назовут «рэкетом». Это было прямым нарушением воровского закона, то есть основного закона преступного мира Советского Союза.
Вскоре Монгол и ещё 31 человек из его банды были арестованы. Следствию удалось доказать лишь два эпизода преступлений. Суд приговорил Геннадия Карькова к 14 годам лишения свободы в колонии строгого режима. На воровском «сходняке» Монгола призвали к ответу за нарушение воровского закона. Однако никаких репрессивных мер в отношении него не последовало — вся вина Карькова состояла в том, что он был первым, кто стал заниматься данным видом криминального промысла. Через несколько лет Монгол стал вором в законе, а в конце 1970-х годов на всесоюзной воровской «сходке» в Кисловодске воры приняли решение о том, что необходимо брать деньги с цеховиков и фарцовщиков. Так зародилась новая криминальная формация — капитал стал сращиваться с криминалом.

## Дальнейшая судьба
Карьков освободился в 1986 году, отсидев полностью свой срок. В начале 1990-х годов он был «смотрящим» за некоторыми районами Москвы, купил дом во Франции. Однако вскоре тяжело заболел раком и скончался в Подольской онкологической клинике в 1994 году.

## Документальные фильмы
- Документальный фильм «Великий Монгол» из цикла «Следствие вели...», 2006 год.